# جون جريج في
جون جريج في (بالإنجليزية: John Gregg Fee)‏ هو كاهن أمريكي، ولد في 9 سبتمبر 1816 في مقاطعة براكين في الولايات المتحدة، وتوفي في 11 يناير 1901.